# كين جونسون (لاعب كرة قاعدة أمريكي)
كين جونسون (بالإنجليزية: Ken Johnson)‏ هو لاعب كرة قاعدة أمريكي، ولد في 16 يونيو 1933 في ويست بالم بيتش في الولايات المتحدة، وتوفي في 21 نوفمبر 2015 في بينيفيلي في الولايات المتحدة.

## وصلات خارجية
- كين جونسون على موقع دوري كرة القاعدة الرئيسي (الإنجليزية)
- كين جونسون على موقعبيزبول رفرنس.كوم (الدوري الرئيسي) (الإنجليزية)
- كين جونسون على موقعبيزبول رفرنس.كوم (الدوري الثانوي) (الإنجليزية)